# Salvia ernesti-vargasii
Salvia ernesti-vargasii là một loài thực vật có hoa trong họ Hoa môi. Loài này được C.Nelson miêu tả khoa học đầu tiên năm 1984.